# 대니 드비토
대니얼 마이클 "대니" 드비토 2세(영어: Daniel Michael "Danny" DeVito, Jr., 1944년 11월 17일 ~ )는 미국의 배우, 희극인이자 영화 제작자이다.

## 출연
- 1972년: 고갱을 위한 핫도그 (Hot Dogs for Gauguin)
- 1975년: 뻐꾸기 둥지위로 날아간 새 (One Flew Over the Cuckoo's Nest) - 마티니 역
- 1983년: 애정의 조건 (Terms of Endearment) - 버논 달라트 역
- 1984년: 로맨싱 스톤 (Romancing the Stone) - 랄프 역
- 1985년: 나일의 대모험 (The Jewel of the Nile) - 랄프 역
- 1986년: 골치 아픈 여자 (Ruthless People)
- 1986년: 우리는 듀엣 (Wise Guys) - 해리 발렌티니 역
- 1987년: 엄마를 기차밖으로 던져라 (Throw Momma from the Train) - 오웬 역
- 1987년: 캐딜락 공방전 (Tin Men) - 어니스트 틸리 역
- 1988년: 트윈스 (Twins) - 빈센트 베네딕트 역
- 1989년: 장미의 전쟁 (The War of the Roses) - 개빈 다마토 역
- 1991년: 남의 돈 (Other People's Money) - 로렌
- 1992년: 배트맨 2 (Batman Returns) - 펭귄/오스왈드 역스 가필드 역
- 1992년: 호파 (Hoffa) - 바비 시아로 역
- 1993년: 잭 더 베어 (Jack The Bear) - 존 릴리 역
- 1994년: 쥬니어 (Junior) - 레니 아보가스트 역
- 1994년: 르네상스 맨 (Renaissance Man) - 빌 라고 역
- 1995년: 겟 쇼티 (Get Shorty) - 마틴 위어 역
- 1996년: 화성침공 (Mars Attacks!) - 루드 갬블러 역
- 1996년: 마틸다 (Matilda) - 해리 웜우드 역
- 1997년: 레인메이커 (The Rainmaker) - 덱 쉬플렛 역
- 1997년: LA 컨피덴셜 (L.A. Confidential) - 시드 허즌스 역
- 1998년: 키스 (Living Out Loud) - 팻 프랑카토 역
- 1999년: 빅 카후나 (The Big Kahuna) - 필 역
- 1999년: 짐 캐리의 맨 온 더 문 (Man on the Moon) - 조지 샤피로 역
- 1999년: 처녀 자살 소동 (The Virgin Suicides) - 호니커 박사 역
- 2000년: 스크류드 (Screwed) - 그로버 클리버 역
- 2000년: 드라우닝 모나 (Drowning Mona) - 와이어트 래쉬 역
- 2001년: 하이스트 (Heist) - 미키 버그만 역
- 2001년: 마음대로 훔쳐라 (What's the Worst That Could Happen?) - 맥스 페어뱅크스 역
- 2002년: 로빈 윌리암스의 스무치 죽이기 (Death to Smoochy) - 버크 베넷 역
- 2003년: 빅 피쉬 (Big Fish) - 애니모스 역
- 2003년: 우디앨런의 애니씽 엘스 (Anything Else) - 하비 역
- 2005년: 쿨! (Be Cool) - 마틴 역
- 2005년: 차밍 스쿨 & 볼룸 댄스 (Marilyn Hotchkiss' Ballroom Dancing and Charm School)
- 2006년: 릴레티브 스트레인저스 (Relative Strangers) - 프랭크 역
- 2006년: 이븐 머니 (Even Money / Jump Shot) - 월터 역
- 2006년: 내 생애 가장 징글징글한 크리스마스 (Deck the Halls / All Lit Up) - 버디 홀 역
- 2007년: 노벨 썬 (Nobel Son) - 가스너 역
- 2007년: 굿나잇 (The Good Night) - 멜 역
- 2007년: 레노 911 : 마이애미 (Reno 911!: Miami)
- 2009년: 솔리터리 맨 (Solitary Man) - 지미 메리노 역
- 2010년: 로마에서 생긴 일 (When in Rome) - 알 역
- 2017년: 애니멀 크래커 (Animal Crackers) - 체스터필드 역 (목소리)
- 2018년: 스몰풋 (Smallfoot) (목소리)
- 2019년: 덤보 (Dumbo) - 맥스 메디치 역
- 2019년: 쥬만지: 넥스트 레벨 (Jumanji: The Next Level) - 에디 역
- 2020년: 더 원 앤 온리 이반 (The One and Only Ivan)
- 2023년: 헌티드 맨션 (Haunted Mansion) - 브루스 역